# Erlitou
Erlitou (chiń. 二里头) – chińskie stanowisko archeologiczne o powierzchni ok. 400 hektarów, położone w dystrykcie Yanshi (prowincja Henan). Zostało założone w 1959 roku.
Na jego terenie znaleziono ślady obecności najstarszej chińskiej kultury epoki brązu, której nadano nazwę stanowiska. Samą nowo odkrytą kulturę wkrótce podzielono na cztery fazy rozwojowe, jednak sporna wśród historyków jest kwestia utożsamiania danych faz z okresami panowania dynastii Xia oraz Shang. Odkryte artefakty zostały przeniesione do muzeum w Luoyang.

## Odkrycia archeologiczne
Na terenie tegoż stanowiska znajdowała się osada, która powstała ok. 1800 roku p.n.e., a była zamieszkiwana do ok. 1500 r. p.n.e.. Tym samym wykracza ona poza horyzont czasowy panowania dynastii Shang (ok. 1500–1045 p.n.e) i pozostaje najczęściej wysuwanym kandydatem na stolicę półlegendarnej dynastii Xia. W I fazie kultury Erlitou osada miała powierzchnię ponad 100 ha, a rozwój miejscowości przypadał na okres II fazy; w szczytowym okresie jej powierzchnia mogła wynosić ok. 400 hektarów i być zamieszkana przez około 24 tys. osób. Znajdujący się w centrum miejscowości kompleks pałacowy o powierzchni co najmniej 12 ha był otoczony prostopadłymi drogami, a podczas III i IV fazy był otoczony murem. Na północy od kompleksu pałacowego prawdopodobnie odprawiano czynności rytualne, natomiast na południu znajdowały się warsztaty produkujące wyroby z brązu i turkusu.
Podczas prac archeologicznych odkryto także sieć dróg, będącą jednocześnie najwcześniejszą znaną siecią dróg w Chinach. Szerokość drogi wahała się między 10 a 20 metrów, natomiast długość najlepiej zachowanej wynosi ok. 700 m.